# Saint Anselm College

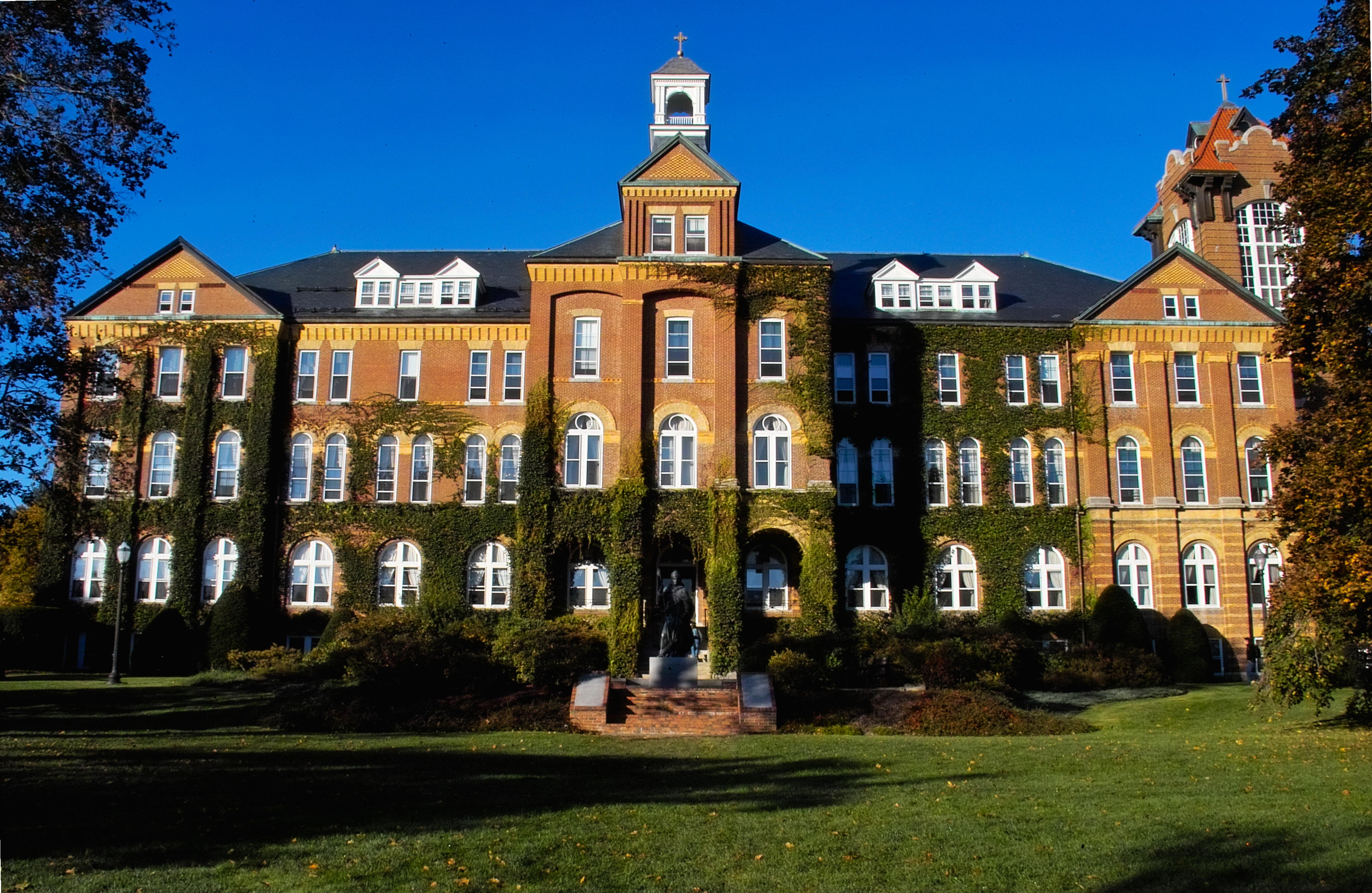
Alumni Hall 1889

Das Saint Anselm College ist eine private katholische Universität (Liberal Arts College) in Goffstown, New Hampshire, USA. 
Die Hochschule wurde 1889 von Pater Hilary Pfrängle in Zusammenarbeit mit Bischof Denis Bradley Marie gegründet und ist die drittälteste katholische Universität in Neuengland. Namensgeber ist der Heilige Anselm von Canterbury, weiterhin hat die Universität eine angeschlossene unabhängige Benediktinerabtei, die Saint Anselm Abbey. 
Die Alumni Hall des Saint Anselm College wurde 1889 erbaut und ist heute das Verwaltungsgebäude.